# Ен Би Си
Ен Би Си (NBC, на английски: National Broadcasting Company), предишно официално име National Broadcasting Company, Inc.) е американски телевизионен канал със седалище в Ню Йорк и главни офиси в Чикаго и Лос Анджелис. Ен Би Си е една от трите най-големи телевизионни мрежи в САЩ заедно с Ей Би Си и Си Би Ес. Ен Би Си има тринадесет притежавани и управлявани от нея станции и близо 200 филиала в Съединените щати и техните територии, някои от които станции са приемани и в Канада и Мексико. Ен Би Си също поддържа договори за лицензиране на брандове за международни канали в Южна Корея и Германия.

## История
Стартира през 1926 г. като радиостанция на Ар Си Ей. По това време компанията майка на Ар Си Ей е Дженерал Илектрик. През 1932 г. Дженерал Илектрик е принудена да продаде Ар Си Ей и Ен Би Си заради антимонополни такси. През 1986 г. контролът върху Ен Би Си преминава обратно към Дженерал Илектрик чрез покупката на Ар Си Ей за 6,4 милиарда щатски долара. Дженерал Илектрик веднага започва да ликвидира различни подразделения на Ар Си Ей, но запазва Ен Би Си. От 1946 г. Ен Би Си започва да излъчва и телевизионни програми. През 1954 г. тя е първата телевизия, започнала да излъчва цветно телевизионно шоу („The Marriage“), а от 1965 г. предава цялата си програма в цветове.
През 2003 г. френската медийна компания Вивенди обединява своите развлекателни активи с Дженерал Илектрик, образувайки Ен Би Си Юнивърсъл. Компанията Комкаст купува контролния дял от Ен Би Си през 2011 г. и придобива останалия дял на Дженерал Илектрик през 2013 г.
Седалището на Ен Би Си се намира в Рокфелер Сентър в Ню Йорк, на Рокфелер плаза, 30. Сред известните лица на Ен Би Си са Джей Лено, Конан О'Брайън, Джими Фалън.

## Известни програми
- Малка къща в прерията (1974 – 1983)
- Среднощен ездач (1982 – 1986)
- Бар Наздраве (1982 – 1993)
- Зайнфелд (1989 – 1998)
- Луд съм по теб (1992 – 1999)
- Хамелеонът (1996 – 2000)
- Стъпка по стъпка (1991 –1998)
- На гости на третата планета (1996 – 2001)
- Само за снимка (1997 – 2003)
- Приятели (1994 – 2004)
- Трета смяна (1999 – 2005)
- Уил и Грейс (1998 – 2006)
- Западното крило (1999 – 2006)
- Срещи с Джордан (2001 – 2007)
- Смешно отделение (2001 – 2008)
- Спешно отделение (1994 – 2009)
- Закон и ред (1990 – 2010)
- Герои (2006 – 2010)
- Офисът (2005 – 2013)
- Рокфелер плаза 30 (2006 – 2013)
- Тазвечершното шоу с Джей Лено (1992 – 2009, 2010 – 2014)
- Късното вечерно шоу с Джими Фалън (2009 – 2014)
- Паркове и отдих (2009 – 2015)
- Родители (2010 – 2015)
- Наградите Златен глобус
- Мис Вселена (2003 – )
- Мис САЩ (2003 – )
- Стажантът (2004 – )
- America's Got Talent (2006 – )
- Досиетата Грим (2011 – )
- The Tonight Show Starring Jimmy Fallon (2014 – )